# 松山隧道

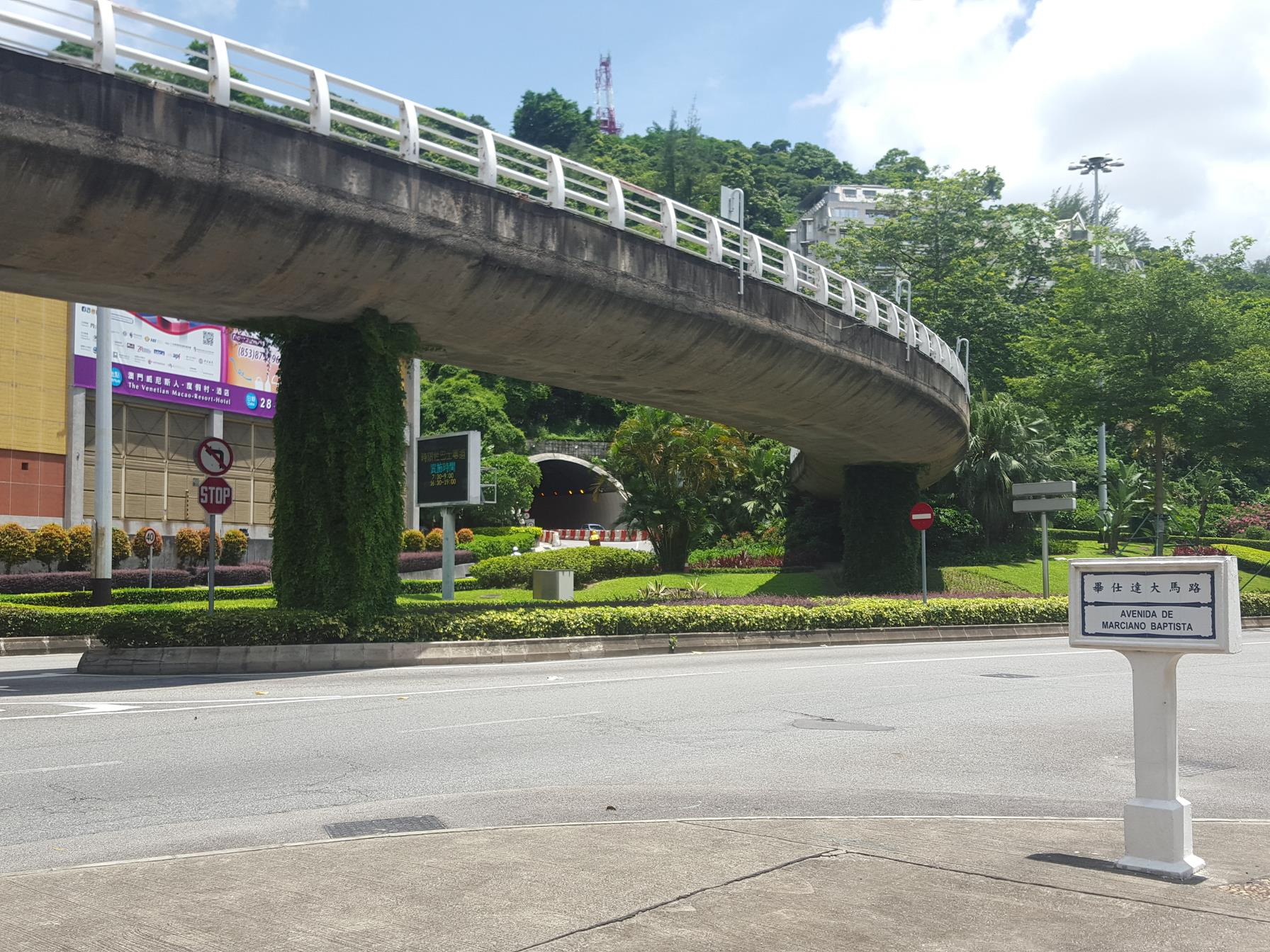
松山隧道（新口岸方向出口）

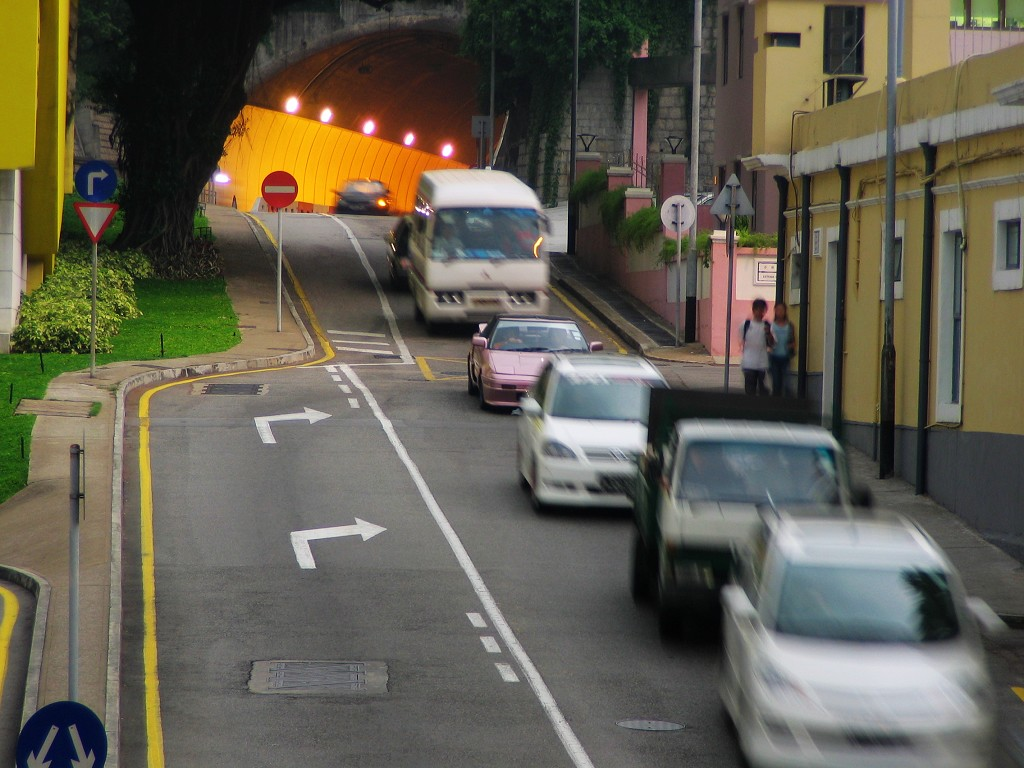
松山隧道（高士德方向出口）

松山隧道（葡萄牙語：Túnel da Guia），是澳門的一條行車隧道，位於二龍喉街和羅理基博士大馬路之間，呈西北-東南走向。長284.85米，高7.22米，寬10.5米，設雙線車道，每小時可通700輛車，收費全免。兩端皆連接行車天橋。中葡友好紀念物之一的「蓮花」位於隧道羅理基博士大馬路出口。

## 歷史
1989年2月18日，松山隧道正式動工，由葡國偉龍建築公司（Soares Costa）及森美（Somec）聯合集團承投，中国铁道建筑总公司二十局集团（原第二十工程局）施工，9月18日贯通。1990年11月17日正式開通。但近年澳門車輛數目激增，用量達到飽和，情況在澳門大賽車期間尤為嚴重。2003年，澳門土地工務運輸局在羅理基博士大馬路盡頭，在新口岸水塘南角旁開闢新路，即現時的水塘馬路用以分流松山隧道的負擔。

## 行車天橋

### 高士德大馬路行車天橋
高士德大馬路行車天橋（葡萄牙語：Viaduto na Avenida de Horta e Costa），為一條連接高士德大馬路至松山隧道的行車天橋，車速限制為最高每小時40公里及最低每小時25公里。全線為單線至雙線分隔道路。行車天橋橫跨士多紐拜斯大馬路、文第士街、荷蘭園大馬路，長度為398米，最寬處為7.7米。其中新口岸往高士德方向的一段行車天橋為單行線，由荷蘭園大馬路至高士德大馬路交界之附近一段為雙行線。天橋工程共耗資1000萬元，於1996年2月7日通車。在建造期間由於須砍去所有榕樹，對環境生態、天橋兩側居民造成一定空氣污染和噪音污染影響。

### 新口岸出口行車天橋
1980件代未，為減輕該隧道新口岸填海區出口車輛擠塞情況，澳葡政府於羅理基博士大馬路近綜藝館附近興建一座行車天橋，單向由隧道位於新口岸的出口前往現時何賢公園方向，使由高士德大馬路一帶駛來之車輛迅速分流往外港碼頭或入新填海之西南高級住宅區、商業區及旅遊區。

## 事件

### 破壞古代遺存
松山隧道在興建過程中曾發現明朝和清朝時期的墓葬，但在未得到應有的處理前被摧毀。

### 嚴重交通事故
2020年9月29日上午，新福利一輛5AX路線巴士，在行經松山隧道路段時因機械故障出現漏機油，引致及後行經的12部車輛連環相撞，導致6人受傷。事後，新福利解釋是因為該巴士壓縮機內部機件意外斷裂，壓縮泵缸體被擊破，導致機油滲漏。

## 途經公共巴士路線
新福利：
5、5X、32、65
澳巴：
23、56、N2

## 附近街道

### 新口岸出口
- 羅理基博士大馬路
- 友誼大馬路
- 馬六甲街

### 高士德出口
- 二龍喉街
- 得勝馬路
- 士多鳥拜斯大馬路
- 高士德大馬路

## 外部連結
- 土地工務運輸局 - 工程檔案 - 1992松山隧道 （页面存档备份，存于）